# Artur Bubnewycz
Artur Bubnewycz (ur. 22 czerwca 1975 w Pereczynie) – eparcha greckokatolicki, eparcha Phoenix od 2025.

## Życiorys

### Prezbiterat
14 września 2014 otrzymał święcenia kapłańskie i został inkardynowany do eparchii Phoenix. W grudniu 2014 został mianowany proboszczem parafii w Albuquerque.

### Episkopat
8 listopada 2024 został mianowany przez papieża Franciszka biskupem eparchii Phoenix. Chirotonii udzielił mu 28 stycznia 2025 arcybiskup William Skurla.